# Bois-d’Amont
Bois-d’Amont település Franciaországban, Jura megyében. Lakosainak száma 1695 fő (2022. január 1.). Bois-d’Amont Bellefontaine, Chapelle-des-Bois, Les Rousses, Le Chenit és Arzier-Le Muids községekkel határos.

## Népesség
A település népességének változása:
| Lakosok száma | 1258 | 1255 | 1350 | 1622 | 1653 | 1693 | 1655 | 1642 | 1650 | 1695 |
|               | 1968 | 1982 | 1990 | 2006 | 2013 | 2015 | 2017 | 2019 | 2020 | 2022 |